# كروموسين
الكروموسين مركب كروم عضوي له الصيغة المجملة C10H10Cr، والتي يمكن كتابتها على الشكل  Cr(C5H5)2، كما يرمز له اختصاراً Cp2Cr، ويكون على شكل بلورات حمراء قانية. يتألف المعقد من زوج من حلقي البنتادينيل وذرة كروم ثنائي متموضعة بينهما، وهو من مركبات الميتالوسين، التي تعد طائفة من المركبات الشطيرية.

## الخواص
- يشبه هذا المعقد في تركيبه الفِرّوسين إلا أنه لا يخضع لقاعدة 18-إلكترون لأن لديه 16 إلكتروناً، لذلك فإن لديه صفات مغناطيسية مسايرة، ويتميز بنشاط كيميائي.
- يتفكك المركب لدى التماس مع الماء، وهو ينحل في المحلات العضوية اللاقطبية. يتسامى المركب تحت الفراغ.

## التحضير
يحضر الكروموسين من تفاعل كلوريد الكروم الثنائي مع حلقي بنتادينيد الصوديوم في وسط من رباعي هيدرو الفوران THF حسب المعادلة:
CrCl2 +  2 NaC5H5  →  Cr(C5H5)2  +  2 NaCl

## الاستخدامات
يستخدم الكروموسين كحفاز في بعض تفاعلات البلمرة، مثل بلمرة الإيثيلين بوجود السيليكا جل عند درجة حرارة مرتفعة نسبياً. يتفكك الكروموسين على سطح السيليكا جل، حيث يعطي مراكز عضوية فلزية ذات تفاعلية عالية تقوم بدور تحفيز عملية البلمرة.